# Vladimir Georgievič Šmidtgof
Vladimir Georgievič Šmidtgof (1900 – Ekaterinburg, 1º gennaio 1944) è stato un regista cinematografico russo.

## Filmografia (parziale)

### Regista
- Tret'ja molodost' (1928)
- Flag nacii (1929)[1]
- Schastlivyy Kent (in russo Счастливый Кент?, Sčastlivyj Kent) (1930)
- Koncert Betchovena (1936)